# Viarolo
Viarolo (Viaröl nel dialetto locale) è una frazione di 1 015 abitanti, divisa in due comuni dalla strada del Cornazzano: Sissa Trecasali a nord e Parma a sud.
La località dista 10,01 km dal centro di Parma.

## Geografia fisica
Viarolo sorge in territorio pianeggiante a nord-ovest della città di Parma, sulla riva destra del fiume Taro.

## Origini del nome
La località, nota in epoca medievale come Viariolo, dovrebbe derivare il suo nome dal latino Viariolus, col significato di "situato lungo la strada". Tale origine non trova unanimità di consensi tra gli storici, in quanto secondo alcuni il toponimo potrebbe riferirsi a un piccolo rio che vi scorreva in epoca remota oppure, secondo il vescovo di Parma Francesco Magani, alla famiglia Riolo.

## Storia
In epoca altomedievale il territorio di Viarolo costituiva un manso della corte longobarda di Palasone, che fu in buona parte donata nel 942 ai canonici del Capitolo della Cattedrale di Parma. La prima testimonianza dell'esistenza del borgo di Viariolo risale tuttavia al 29 dicembre 980, quando fu menzionato tra le località su cui l'imperatore del Sacro Romano Impero Ottone II di Sassonia confermò i diritti ai canonici.
I diritti feudali furono confermati anche nel 996 da parte dell'imperatore Ottone III di Sassonia e nel 1000 da parte della contessa Ferlinda.
Nel 1049 Gisla, nipote di Attone de Comitatu Parmensi, donò al Capitolo della Cattedrale di Parma tutte le terre di sua proprietà situate a Palasone e Viarolo.
Probabilmente in quegli anni nel villaggio fu costruita una fortificazione difensiva a presidio del guado sul fiume Taro, per la prima volta nominata, insieme al maniero di Palmia, nel 1054, nell'atto di vendita da parte di Alberto da Viarolo, figlio di Magnifredo, al suo familiare Rodolfo da Viarolo; nello stesso documento fu menzionata anche la primitiva cappella di San Giorgio di Viarolo.
Nei dintorni del borgo fu combattuto nel 1266 uno scontro tra i guelfi parmigiani e i ghibellini seguaci di Oberto II Pallavicino, che furono sconfitti e arrestati.
Nel 1295 il castello, nel frattempo ampliato e trasformato in bastia, fu distrutto durante gli scontri tra le opposte fazioni; due anni dopo il Comune di Parma decretò di non ricostruire più alcuna fortificazione a Viarolo.
Nel 1325 le truppe del signore di Milano Azzone Visconti, alleate dei Pallavicino, attaccarono il Parmense, saccheggiando i borghi di Vicofertile, Vigolante, Madregolo, Bianconese, Fontevivo, Fraore, Baganzola, Vicomero, Pietrabaldana, Collecchio, San Martino Sinzano, Felino, Medesano e Borgo San Donnino; il borgo di Viarolo fu depredato e dato alle fiamme; si salvò dalla distruzione soltanto un edificio appartenente ai frati umiliati.
Nel luglio del 1403, durante gli scontri che opposero i Rossi e i Terzi, gli uomini di Ottobuono, guidati da Bartolomeo Gonzaga e Giacomo dalla Croce, saccheggiarono ferocemente Viarolo e molte terre rossiane; il borgo fu nuovamente depredato in agosto dalle truppe del marchese di Ferrara Niccolò III d'Este, chiamato a Parma da Pier Maria I de' Rossi, e ancora il 1º settembre da Ottobuono, che diede alle fiamme l'abitato e catturò molti prigionieri.
In seguito la contea di Viarolo fu assegnata in feudo ai Cerati; nel 1492 ne risultava insignito il conte Gian Carlo.
Nel XVII secolo i diritti furono acquisiti dai marchesi Lalatta, ai quali subentrarono i Bravi nella seconda metà del secolo; dopo alcuni anni l'ultima erede della casata, Virginia, sposò Paolo Camillo Bajardi, che ereditò il titolo comitale dalla famiglia della moglie.
L'ultimo conte di Viarolo fu Arteserse Bajardi, che fu costretto a rinunciare ai diritti feudali a causa della loro abolizione sancita da Napoleone nel 1805 nell'ex ducato di Parma e Piacenza. L'anno seguente il territorio di Viarolo fu diviso tra i due comuni di Golese e Trecasali, seguendo come linea di confine la strada del Cornazzano.
Le risaie, che fino agli inizi del XIX secolo caratterizzavano il territorio, furono successivamente trasformate in campi coltivati a prato, che favorirono la crescita economica e demografica del paese; col tempo vi furono edificati vari caseifici per la produzione del Parmigiano Reggiano, ma lo sviluppo si verificò soprattutto nella porzione settentrionale dell'abitato.
Da un punto di vista amministrativo, il comune di Golese fu soppresso nel 1943 e annesso a quello di Parma; il comune di Trecasali, invece, si fuse il 1º gennaio 2014 con quello di Sissa nel nuovo comune di Sissa Trecasali.

## Monumenti e luoghi d'interesse

### Chiesa di San Giorgio

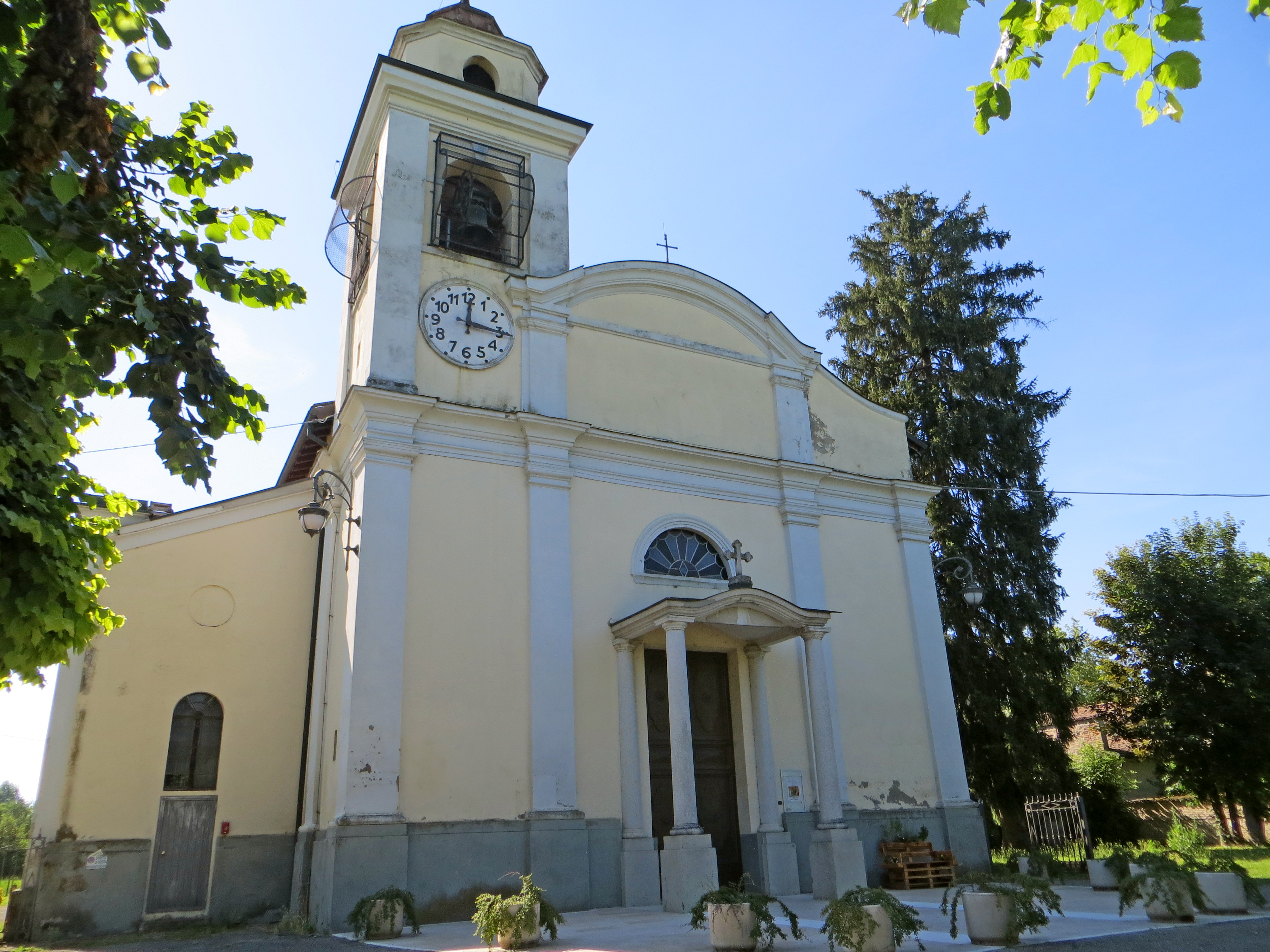
Chiesa di San Giorgio

Menzionata per la prima volta nel 1054, la chiesa medievale dedicata a san Giorgio martire, dipendente dall'abbazia di San Michele della Chiusa, divenne sede di parrocchia della diocesi di Parma dopo il 1564; completamente ricostruita in stile barocco nei primissimi anni del XVIII secolo, fu decorata internamente intorno al 1960; il luogo di culto conserva varie opere di pregio, tra cui la pala d'altare raffigurante San Giorgio che uccide il drago, dipinta nel XVII secolo da Francesco Monti detto "il Brescianino".

### Castello
Edificato a presidio del guado sul fiume Taro entro l'XI secolo, il castello fu alienato nel 1054 da parte di Alberto da Viarolo al suo familiare Rodolfo da Viarolo; trasformato successivamente in bastia, fu distrutto nel 1295 durante gli scontri tra guelfi e ghibellini e non più ricostruito per decisione del Comune di Parma.

### Villa Roncoroni
Costruita nella prima metà del XVIII secolo quale casino di caccia barocco per volere dei marchesi Lalatta, la villa, posta al centro di un'ampia tenuta agricola, fu acquistata nel 1838 da Bartolomeo Rossi; comprata successivamente dalla famiglia Maghenzani, fu ereditata dalla famiglia Arata; alienata nel 1960 all'ingegner Arturo Balestrieri, che la fece completamente ristrutturare, passò in seguito alla famiglia Roncoroni. L'edificio, sviluppato su una pianta quadrata, si eleva su due livelli principali fuori terra, oltre all'alto seminterrato e al sottotetto; ognuna delle due simmetriche facciate nord e sud, preceduta da una scalinata a rampe contrapposte, sopra al basamento a scarpa presenta nel mezzo un portico d'ingresso a tre arcate a tutto sesto rette da pilastri dorici, internamente decorato sulle pareti e sulle volte da affreschi raffiguranti scene mitologiche; al piano superiore, sopra alla trabeazione che corona il portico, si apre un loggiato a tre arcate, chiuso da una balaustra e interamente affrescato; in sommità, al di sopra di una fascia marcapiano si trovano le piccole finestre ovali del sottotetto; all'interno, l'ampio androne passante dà accesso alle sale laterali, coperte da volte arricchite nel centro con affreschi settecenteschi; l'ampio parco, riccamente piantumato con alberi d'alto fusto, accoglie una piccola dependance per il custode.

### Villa Mezzadri
Costruita in forme barocche intorno alla metà del XVII secolo per volere dei conti Baiardi, la villa, posta al centro di una vasta tenuta agricola, fu acquistata nella prima metà del XIX secolo dalla famiglia Galloni; comprata nel 1849 da Enrico Mezzadri, fu sopraelevata con la realizzazione della mansarda. L'edificio, sviluppato su una pianta quadrata, si eleva su due livelli principali fuori terra, oltre al sottotetto; ognuna delle due simmetriche facciate est e ovest, preceduta da una scalinata centrale, presenta nel mezzo l'ampio portale d'ingresso ad arco a tutto sesto, sormontato da una portafinestra ad arco al piano superiore; si sommità si erge al centro del tetto un'altana, illuminata da coppie di aperture sulle quattro fronti; all'interno l'androne passante, coperto da una volta, dà accesso agli ambienti laterali, tra cui la sala da pranzo, coronata da una volta a botte lunettata; al livello superiore il salone centrale è sormontato da un soffitto piano a travetti lignei decorato con dipinti settecenteschi; il parco, interamente cintato da un muro, ospita l'oratorio barocco intitolato a san Giovanni da Parma, preceduto da un piccolo portico coronato nel mezzo da un campanile a vela.

### Villa Del Bono
Costruita probabilmente per volere dei conti Lalatta o dei conti Baiardi forse sui resti del castello medievale, la villa, posta al centro di un'ampia tenuta, fu acquistata verso la metà del XIX secolo da Bartolomeo Rossi; comprata dopo il 1930 dal conte Fabrizio Del Bono, fu interamente restaurata. L'edificio, sviluppato su una pianta rettangolare, si eleva su due livelli principali fuori terra, oltre all'alto seminterrato; la simmetrica facciata è preceduta da uno scalone centrale a rampe contrapposte, che conduce al portale d'ingresso; il prospetto nord presenta al piano rialzato una portafinestra ad arco a tutto sesto nel mezzo, affiancata da due finestre ad arco, tracce di un antico loggiato; all'interno, l'ampio salone centrale, alto circa 8 m, è coperto da un soffitto a travetti lignei.

## Cultura

### Eventi
Gli ultimi giorni di luglio si svolge ogni anno nella località di Cornazzano, non lontana da Vicomero, l'antica "Fiera agricola del Cornazzano", accompagnata da numerosi eventi collaterali.

## Infrastrutture e trasporti
Posta lungo la strada provinciale 10, fra il 1893 e il 1939 Viarolo era servita da due fermate della tranvia Parma-San Secondo-Busseto, esercita a vapore, che percorreva tale direttrice stradale.
Il collegamento pubblico con Parma è da allora svolto mediante autoservizi gestiti da TEP.

## Sport
La squadra di calcio del paese si chiama Viarolese A.S.D. e milita nel campionato di Promozione.